# Bakterie Gram-ujemne

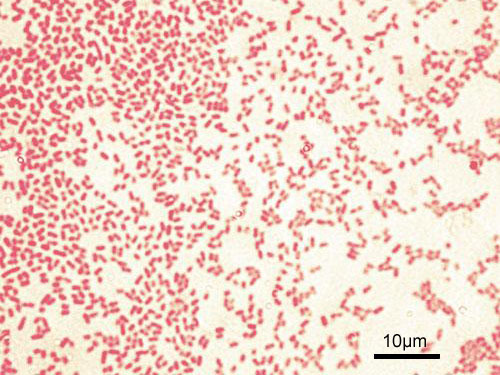
Gram-ujemna Pseudomonas aeruginosa

Schemat budowy bakterii Gram-ujemnej: 1 – otoczka bakteryjna, 2 – zewnętrzna błona komórkowa, 3 – przestrzeń peryplazmatyczna, 4 – błona cytoplazmatyczna, 5–8 – komponenty w cytoplaźmie

Bakterie Gram-ujemne (w skrócie G−) – bakterie, których ściany komórkowe nie wiążą fioletu krystalicznego, a w efekcie są wybarwiane na różowo lub czerwono w barwieniu metodą Grama.
Komórki bakterii G−, w przeciwieństwie do G+, otacza zewnętrzna błona komórkowa. Ściana komórkowa bakterii G− jest cieńsza, zawiera mniej warstw peptydoglikanu (mureiny).
Bakterie G+ zatrzymują fiolet krystaliczny i nawet po odbarwianiu acetonem lub etanolem pozostają ciemno zabarwione. Tymczasem G− wiążą niewiele fioletu i łatwo się odbarwiają. Później dobarwiane są zwykle na kolor różowy lub czerwony np. za pomocą safraniny lub fuksyny. Rozróżnianie bakterii G+ i G− sprowadza się więc do rozróżnienia czy po barwieniu, odbarwianiu i dobarwianiu są różowe lub czerwone (Gram-ujemne), czy też fioletowe do brązowych (Gram-dodatnie).

Struktura zewnętrzna bakterii Gram-ujemnej

Przykłady patogennych bakterii G+ i G−
| G+ | G− |
| --- | --- |
| gronkowce (Staphylococcus) paciorkowce (Streptococcus) laseczka tężca (Clostridium tetani) laseczka wąglika (Bacillus anthracis) maczugowiec błonicy (Corynebacterium diphtheriae) prątek gruźlicy – Kocha (Mycobacterium tuberculosis) prątek trądu (Mycobacterium leprae) | pałeczki z rodzaju Brucella pałeczki z rodzaju Salmonella pałeczki z rodzaju Shigella krętek blady (Treponema pallidum) pałeczka okrężnicy (Escherichia coli) pałeczka dżumy (Yersinia pestis) przecinkowiec cholery (Vibrio cholerae) pałeczka Helicobacter pylori |